# George de Godzinsky
George de Godzinsky, född 5 juli 1914 i Sankt Petersburg, död 23 maj 1994 i Helsingfors, var en finlandsrysk kompositör, kapellmästare och pianist. Han komponerade även filmmusik, operetter och populärmusik.

## Biografi
de Godzinsky var son till François de Godzinsky och Maria Othmar-Neuscheller. Fadern var tjänstman vid ryska handelsministeriet och ledde på 1930-talet en jazzorkester i Helsingfors. Båda föräldrarna hade studerat piano i Sankt Petersburg under Alexander Siloti. Under efterdyningarna av ryska revolutionen flydde familjen över Ladoga till Finland på vintern 1920 och bosatte sig i Brunnsparken i Helsingfors. de Godzinsky praktiserade piano i ryska scoutkårens balalajkaorkester, Helsingfors balalajkaorkester och mindre biografensembler, och värvades 1930 som pianist i faderns jazzband. Modern lämnade omsider Finland för att bli konsertpianist i Schweiz.
1931–1937 studerade de Godzinsky piano för Selim Palmgren, Erik Furuhjelm och Bengt Carlson vid Helsingfors konservatorium. I musikhistoria undervisades han av Leevi Madetoja och i musikteori av Erkki Melartin. Därutöver tog han lektioner i orkesterdirigering av Georg Schnéevoigt. I princip självlärd som kapellmästare blev de Godzinsky pianist vid Nationaloperan 1934 och var sedan 1935 involverad i åtskilliga operett-, opera- och balettuppsättningar. Mellan 1938 och 1952 ledde han flera underhållningsorkestrar, bland annat var han kapellmästare vid Svenska Teatern 1942–1952 och vid Stora Teatern i Göteborg 1952. Operasångaren Fjodor Sjaljapin engagerade de Godzinsky som ackompanjatör under sin turné i Fjärran Östern 1935–1936, varunder 57 konserter gavs i Manchuriet, Kina och Japan.
Under vinterkriget och fortsättningskriget ledde de Godzinsky högkvarterets underhållningsturnéer vid fronten, och var musikaliskt ansvarig vid Reino Palmroths vapenbrödraaftnar i Helsingfors mässhall. Efter freden anställdes han vid Suomen Filmiteollisuus som studiokapellmästare och filmkompositör. Mellan 1938 och 1962 komponerade eller arrangerade han musik för 56 långfilmer, och uppförde fyra baletter till H.C. Andersens sagor för TV. På inrådan av Georg Malmstén ägnade sig de Godzinsky som filmkompositör mycket åt så kallad ledmotivsdramaturgi, vilket inte minst illustreras av situationsanpassningen av J. Alfred Tanners Kulkurin valssi i filmen På livets landsväg.
Genom Nils-Eric Fougstedt blev de Godzinsky 1953 kapellmästare för radions underhållningsorkester och kom så att vara fram till 1980. En av höjdpunkterna i hans karriär var Nationaloperans baletts gästspel i Bergen, Warszawa, Paris och USA 1959–1965. 1951 blev han dirigent för manskvartetten Skepparkvartetten och förde ett långt samarbete med Harmony Sisters, som populariserade hans arrangemang under turnéer i axelmaktsländerna under andra världskriget. Sammanlagt komponerade de Godzinsky över 200 schlagersånger, 12 operetter, skådespel och musikaler och omkring 50 orkesterverk. Därtill utförde han arrangemang för artister som Tapio Rautavaara och Olavi Virta.
1980 fick de Godzinsky i pension. 1981 tilldelades han statspris, belönades med professorstitel 1985 och tillägnades 1991 en Jussistatyett för sina insatser inom film. Delstaten Wien gav honom 1990 en silvermedalj för hans kulturgärning för Österrike. 1975 belönades han med Pro Finlandia-medaljen.